# Lipnica (miasto Čačak)
Lipnica (cyr. Липница) – wieś w Serbii, w okręgu morawickim, w mieście Čačak. W 2011 roku liczyła 556 mieszkańców.